# Banque africaine d'import-export
La Banque africaine d'import-export, également appelée Afreximbank, est une institution panafricaine de financement du commerce, créée en 1993 sous les auspices de la Banque africaine de développement. Son siège social est au Caire, en Égypte.

## Histoire
La Banque africaine d'import-export est créée en 1993. L'accord portant la création de la banque est signé par les États membres à Abidjan le 8 mai 1993 et confère à la banque le statut d'organisation internationale dotée de la pleine personnalité juridique en vertu des lois des États participants. En vertu de l'accord, les États participants accordent à la banque sur leurs territoires certaines immunités, exemptions, privilèges et concessions pour faciliter les activités bancaires sur ces territoires.
Le 28 juin 2025, le camerounais George Elombi est nommé à la tête d'Afreximbank à la place du Nigérian Benedict Oramah.

## Fonds pour le Développement des Exportations en Afrique (FEDA)
Le Fonds pour le Développement des Exportations en Afrique (FEDA) est une filiale de Afreximbank, opérationnelle depuis 2021. Ce fonds réunit le Rwanda, le Togo, la Mauritanie, la Guinée, le Soudan du Sud, le Zimbabwe, le Kenya, le Congo Brazzaville et le Tchad.
L'objectif de ce fonds est de promouvoir les exportations à valeur ajoutée sur le continent, en investissant dans le développement des industries. En septembre 2022, le FEDA a levé 670 millions de dollars. Il a immédiatement investi 85 millions de dollars dans ARISE IIP.
La direction générale du FEDA est assurée à titre intérimaire par Emmanuel Assiak jusqu'en 2022, puis à titre permanent par Marlène Ngoyi qui compte orienter essentiellement le fonds vers le soutien des parcs industriels des différents pays et les « infrastructures portuaires, routières et ferroviaires, nécessaires au développement du commerce ».

## Banque africaine de l'énergie
L’Afreximbank est, aux côtés de l’Organisation des producteurs de pétrole africains, l’une des deux institutions fondatrices de la Banque africaine de l'énergie,. 

## Notation
En juillet 2025, Moody’s a de nouveau abaissé la note d’Afreximbank, citant une performance plus faible que prévu de ses actifs et un accès réduit aux financements. D’après l'agence de notation, Afreximbank s’expose à des risques accrus en prêtant sans garanties à des États en difficulté comme le Ghana et la Zambie, ce qui fragilise sa solidité financière. Malgré une bonne rentabilité, la diversification de ses sources de financement reste limitée selon Moody’s.